# جون غودوين ليمان
جون غودوين ليمان هو رسام كندي، ولد في 29 سبتمبر 1886 في مقاطعة يورك في الولايات المتحدة، وتوفي في 26 مايو 1967.